# Aymoré Moreira
Aymoré Moreira (Miracema, 24 april 1912 – Salvador, 26 juli 1998) was een Braziliaans voetbaltrainer en voetballer. Hij won in 1962 als bondscoach het WK voetbal met Brazilië.
1 Gilmar ·
2 Djalma Santos ·
3 Mauro Ramos  ·
4 Zito ·
5 Zózimo ·
6 Nílton Santos ·
7 Garrincha ·
8 Didi ·
9 Coutinho ·
10 Pelé ·
11 Pepe ·
12 Jair Marinho ·
13 Bellini ·
14 Jurandir ·
15 Altair ·
16 Zequinha ·
17 Mengálvio ·
18 Jair ·
19 Vavá ·
20 Amarildo ·
21 Zagallo ·
22 Castilho ·
Coach: Moreira